# Parque Musashinonomori

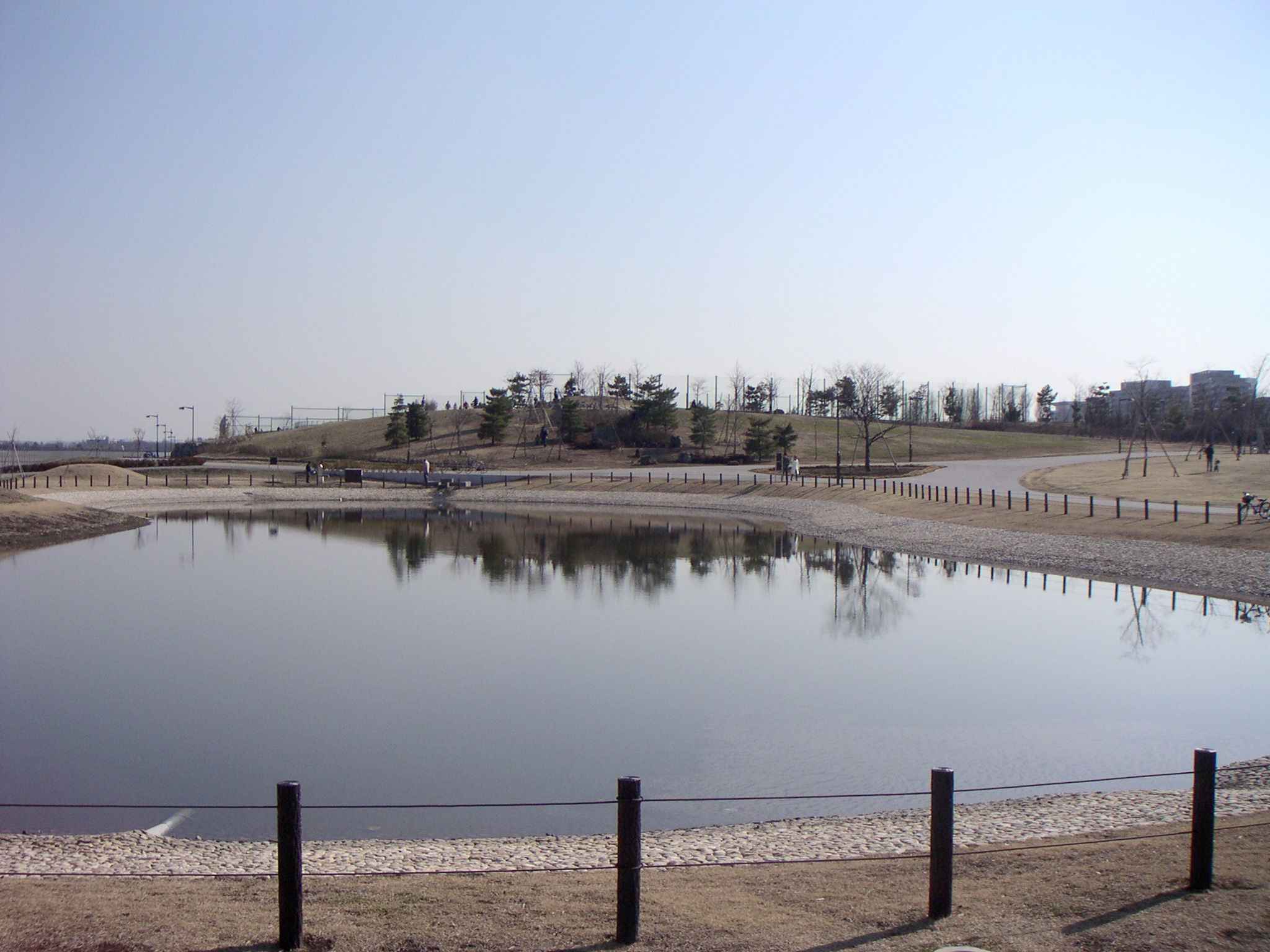

O Parque Musashinonomori (武蔵野の森公園, Musashino no mori kōen) é uma parque na região de Musashino da capital japonesa de Tóquio. O parque está localizado na área fronteira das cidades de Mitaka, Fuchū e Chōfu junto ao Aeroporto de Chōfu.
O parque foi inaugurado em 1 de abril de 2000 e está rodeado pela "Floresta Musashino". Como parte dos Jogos Olímpicos de Verão de 2020, o início das competições de estrada no ciclismo ocorreu no Parque Musashinonomori.